# Roger Schmidt
Roger Schmidt est un ancien footballeur allemand né le 13 mars 1967 à Kierspe, reconverti entraîneur.

## Biographie
Il est entraîneur du Benfica Lisbonne durant deux saisons. Il est démis de ces fonctions le 31 août 2024.

## Palmarès d'entraîneur
Avec le Red Bull Salzbourg :
- Champion d'Autriche en 2014
- Vainqueur de la Coupe d'Autriche en 2014

Avec le Beijing Guoan :
- Vainqueur de la Coupe de Chine en 2017

Avec le PSV Eindhoven :
- Vainqueur de la Supercoupe des Pays-Bas en 2021
- Vainqueur de la Coupe des Pays-Bas en 2022

Avec le Benfica Lisbonne :
- Champion du Portugal en 2023
- Vainqueur de la Supercoupe du Portugal en 2023